# ノストラダムス (アルバム)
『ノストラダムス』(NOSTRADAMUS)は、イギリスのヘヴィメタルバンド、ジューダス・プリーストが2008年6月（日本盤は同年6月25日）にソニー・ミュージックエンタテインメントから発売した16枚目のオリジナルアルバム、およびそのアルバムの2枚目の9曲目に収録されている楽曲のタイトルである。

## 解説
- バンド結成39年目にして初のコンセプト・アルバムであり、初の2枚組オリジナルアルバムである。2枚組オリジナルアルバムの構想は過去に『TURBO』製作時で挙がったが、レーベル側の予算都合上により断念した経緯がある[1]。
- 内容はタイトル通り、予言者ノストラダムスの生涯を100分かけて描いている。このアイディアはマネージャーのビル・カービッシュリーによるものである。彼は『ANGEL OF RETRIBUTION』ツアー終盤時に、メンバーと食事をした際、コンセプト・アルバムの製作を薦め、題材を「ノストラダムスの人生」にすることを提案した。その案にメンバーは即決し、ツアー終了後にノストラダムスの事柄を著書やインターネットで情報収集した[1]。
- 本作の音楽性をメタル・オペラと銘打っており、オーケストラやクワイア、シンセサイザーが全面的に取り入れられている。かつて母親からクラシックの影響を受けていたグレン・ティプトンにより、クラシックの要素をより引き出している[1]。また、『TURBO』以来、久し振りにシンセサイズド・ギターも導入している。曲間をなくし、アルバム全体が組曲のようになっていることも特徴。
- 特定の販売店では先着購入特典として、表にジャケットイラスト、裏にバンドの年表が書かれたLPサイズポスターやバンドのロゴシールが貰えた。日本盤は通常盤のみだが、イギリス盤では予言書を模した豪華ハードカバー本仕様の特別盤があり、一部の販売店で購入可能である。

## 収録曲
全曲、作詞・作曲・編曲：グレン・ティプトン、ロバート・ハルフォード、K. K. ダウニング
 
※印が付いた曲はメイン・タイトルに対するプレリュードである。

### ACT 1
1. 創造の曙光［ドーン・オブ・クリエイション］　Dawn Of Creation　※
収録時間2分31秒
2. 予言［プロフェシー］　 PROPHECY
収録時間5分26秒
3. 目覚め［アウェイキング］　Awakening　※
収録時間52秒
4. 啓示［レヴェレイションズ］　REVELATIONS
収録時間7分5秒
5. 四騎士［ザ・フォー・ホースメン］　The Four Horsemen　※
収録時間1分35秒
6. 戦［ウォー］　WAR
収録時間5分4秒
7. 時の砂［サンズ・オブ・タイム］　Sands Of Time　※
収録時間2分26秒
8. ペストと疫病［ペスティレンス・アンド・プレイグ］　PESTILENCE AND PLAGUE
収録時間5分8秒
ペストの大流行により、医師として治療に奔走するも虚しく、愛する妻アンリエット・ダンコスと子供達すらも失ってしまったノストラダムスの嘆きを描く。
9. 死［デス］　DEATH
収録時間7分33秒
10. 平和［ピース］　Peace　※
収録時間2分21秒
11. 征服［コンクエスト］　CONQUEST
収録時間4分42秒
12. 失われた愛［ロスト・ラヴ］　LOST LOVE
収録時間4分28秒
13. 迫害［パーセキューション］　PERSECUTION
収録時間6分34秒

### ACT 2
1. 孤独［ソリチュード］　Solitude　※
収録時間1分22秒
2. 追放［エグザイルド］　EXILED
収録時間6分32秒
3. 孤立［アローン］　ALONE
収録時間7分50秒
4. 炎の中の影［シャドー・イン・ザ・フレイム］　Shadows In The Flame　※
収録時間1分10秒
5. 幻視［ヴィジョンズ］　VISIONS
収録時間5分24秒
6. 希望［ホープ］　Hope　※
収録時間2分9秒
7. 新たな始まり［ニュー・ビギニングス］　NEW BEGINNINGS
収録時間4分46秒
再婚したアンヌ・ポンサルドへの愛を歌う。
8. 嵐の前の静けさ［カーム・ビフォー・ザ・ストーム］　Calm Before The Storm　※
収録時間2分5秒
9. ノストラダムス［ノストラダムス］　NOSTRADAMUS
収録時間6分43秒
10. 人類の未来［フューチャー・オブ・マンカインド］　FUTURE OF MANKIND
収録時間8分29秒
ノストラダムスは、自身が亡くなっても予言は永遠に生き続けることを人類に問いかけ、未来の人類を思いながら人生を終える。

## 演奏メンバー
- ロブ・ハルフォード：ボーカルズ
- グレン・ティプトン：ギターズ、シンセサイズド・ギターズ
- K. K. ダウニング：ギターズ、シンセサイズド・ギターズ
- イアン・ヒル：ベース・ギターズ
- スコット・トラヴィス：ドラムス
- ドン・エイリー：キーボード
- リアル・ストリングス：PETE WHITFIELD